# 凱恩克里克鎮區 (密蘇里州巴特勒縣)
凱恩克里克鎮區（英語：Cane Creek Township）是位於美國密蘇里州巴特勒縣的一個行政鎮區。

## 地方資料
凱恩克里克鎮區的面積為111.06平方千米，當中陸地面積為110.99平方千米，而水域面積為0.07平方千米。根據2020年美國人口普查的數據，當地共有人口450人，而人口密度為每平方千米4.05人。